# Станянци (област Шумен)
 Тази статия е за селото в Преславско.  За селото в Годечко вижте Станянци (Софийска област).  
Станя̀нци е село в Североизточна България, община Върбица, област Шумен.

## География
Село Станянци се намира на около 38 km югозападно от областния център град Шумен, около 3 km северозападно от общинския център град Върбица и около 20 km североизточно от град Котел. Разположено е в източната част на историко-географската област Герлово. Надморската височина в центъра на селото при кметството е около 256 m, а теренът е с преобладаващ наклон на северозапад, където откъм село Божурово тече на около 400 – 500 m от Станянци левият приток на река Герила Дермен дере. На 5 – 6 km на североизток от Станянци се намира язовир Тича.
Климатът е умереноконтинентален. Преобладават лесивирани почви и файоземи.
Общински път, идващ от югозапад от село Крайгорци през селата Чернооково и Божурово, минава през Станянци и на североизток от него прави връзка с първокласния републикански път I-7. Между селата Божурово и Станянци ляво отклонение от общинския път води през село Величка към връзка с третокласния републикански път III-706.
В землището на Станянци, южно от селото, се намира язовир „Станянци“.
Землището на село Станянци граничи със землищата на: село Величка на север; село Менгишево на североизток; град Върбица на изток и юг; село Божурово на запад.

## Население
Числеността на населението на село Станянци според преброяванията през годините е както следва:
| \| Година на преброяване \| Численост \| \| --------------------- \| --------- \| \| 1934 \| 484 \| \| 1946 \| 596 \| \| 1956 \| 642 \| \| 1965 \| 723 \| \| 1975 \| 806 \| \| 1985 \| 847 \| \| 1992 \| 629 \| \| 2001 \| 601 \| \| 2011 \| 559 \| \| 2021 \| 412 \| |           |
| Година на преброяване | Численост |
| 1934 | 484       |
| 1946 | 596       |
| 1956 | 642       |
| 1965 | 723       |
| 1975 | 806       |
| 1985 | 847       |
| 1992 | 629       |
| 2001 | 601       |
| 2011 | 559       |
| 2021 | 412       |

Етническият състав на населението по данните за етническите групи според преброяването на населението през 2011 г. е както следва:
|                     | Численост | Дял (в %) |
| Общо                | 559       | 100,00    |
| Българи             | ?         | ?         |
| Турци               | 519       | 92,84     |
| Цигани              | –         | –         |
| Други               | ?         | ?         |
| Не се самоопределят | ?         | ?         |
| Неотговорили        | 36        | 6,44      |

## История
В миналото в околностите на селото се е намирал чифликът на Гераите.
Селото е в България от 1878 г. То носи името Дураржа кьой (Дураджак) до 1934 г., когато е преименувано на Станянци.
Начално училище в Станянци е създадено през 1930-те години. Има неяснота в запазените документи за първоначалното му име – „Неофит Рилски“ или „Кирил и Методий“ Училището е закрито през 2000 г. Споменава се за съществуване на частно турско училище – с. Станянци (1923 – 1959).
Основаното в Станянци през 1953 г. читалище „Искра“ е съществувало вероятно до 1982 г.

## Религии
В Станянци се изповядва ислям.

## Обществени институции
Село Станянци към 2023 г. е център на кметство Станянци.
В селото към 2023 г. има:
- джамия;[16]
- целодневна детска градина „Слънце“, Станянци.[17]